# Saison 3 de Ninjago : Le Soulèvement des Dragons
Chronologie
Saison 2 Saison 4
Cet article présente la saison 3 de la série Ninjago : Le Soulèvement des Dragons. Cette saison est composée de 20 épisodes de 22 minutes. En France, sur Okoo et France TV, les épisodes 1 et 2 sont sortis en avant-première mondiale le 11 avril 2025, les épisodes 3, 4 et 5 le 17 avril et enfin les épisodes 6, 7, 8, 9 et 10 le 24 avril.
La partie 2, composée des épisodes 11 à 20, arrivera le 4 septembre 2025.

## Synopsis

### Partie 1
Enfin libérés, les Cinq Bannis concluent un marché avec l’origine même de leurs sombres pouvoirs : Croc-de-Tonnerre, emprisonné par les Dragons Source depuis des millénaires. S'ils parviennent à réunir les cinq Lames Prismatiques pour le libérer, le légendaire Dragon du Chaos leur accordera des nouveaux pouvoirs pour rivaliser avec la technique du Dragon Rebelle.
De leur côté, les Ninjas sont toujours à la recherche de leurs amis disparus depuis la Fusion. Tandis que Nya, Kai et Braséra cherchent désespérément Jay, disparu après sa défaite au Tournoi des Sources, Lloyd, Frak, Sora et Riyu partent à la recherche d’Arin, qui a quitté les Ninjas pour suivre Ras, le seul capable de retrouver ses parents.
Nokt, Rox, Drix, Zarkt et Kur se lancent alors en quête des Lames Prismatiques avec l'aide des Draconiques corrompus, tandis que les Ninjas vont tenter de les arrêter avant qu'ils ne plongent les Royaumes Fusionnés dans le chaos en libérant Croc-de-Tonnerre…

### Partie 2
Arin, Sora et Ras partent à la recherche d'un passage vers le Royaume des Ténèbres pour trouver le Cercueil d'Ossements et la Forge des Oubliés, le seul moyen de forger une Icône de Dragon sans Pouvoir Élémentaire. Arrivés à Mystérium, ils découvrent que les magiciens ont été vidés de leurs âmes la nuit passée. 
Au même moment au Monastère, après avoir fait leurs adieux au Maître Dragon Egalt, Nya et Lloyd partent avec Jay en direction de l'Administration pour rejoindre l'étrange Royaume de Lee, où auraient été envoyés les parents d'Arin. Riyu continue son entraînement avec Rontu tandis que Frak apprend à maîtriser ses pouvoirs avec Cole et Kai.
Dans les Terres Spectrales, Croc-de-Tonnerre envoie les Dragoniques Spectraux et les Cinq en quête d'âmes pour pouvoir prendre sa revanche sur les Dragons Source... 

## Épisodes
| N° | N°     | Titre français                 | Titre original                       | Écrit par                     | Réalisé par     |
| Global | Saison | Titre français                 | Titre original                       | Écrit par                     | Réalisé par     |
| --- | ------ | ------------------------------ | ------------------------------------ | ----------------------------- | --------------- |
| 41 | 1      | Les Disparus                   | The Missing                          | Kevin Burke Chris "Doc" Wyatt | Daniel Ife      |
| Sora lutte contre la disparition d'Arin en faisant de la pâtisserie, tandis que Zane découvre un indice pour le localiser. Partis à la recherche de leur coéquipier disparu, Lloyd, Sora, Frak et Riyu trouvent sur leur chemin une créature dangereuse mais familière. Pendant ce temps, Nya, Kai et Braséra cherchent Jay mais finissent par interrompre un rituel très important. Dans les Terres de Lave, les Cinq Bannis se mettent en route vers le Premier Royaume pour rencontrer Croc-de-Tonnerre, le Dragon du Chaos, emprisonné sous une montagne par les Dragons Source depuis des millénaires. |        |                                |                                      |                               |                 |
| |        |                                |                                      |                               |                 |
| 42 | 2      | L'Objet d'Admiration Ultime    | The Ultimate Object of Admiration    | Liz Hara                      | Shane Poettcker |
| Arin prend soin de Ras, gravement blessé après son affrontement contre Nokt, et poursuit son entraînement. De leur côté, toujours à la recherche d'Arin, Lloyd, Frak, Sora et Riyu entrent dans une grotte, mais celle-ci s'effondre sur eux. Des Draconiques leur viennent en aide et leur indiquent qu'ils ont vu Arin se diriger vers le Bois du Sud voisin. Ils suivent cette piste et se retrouvent face à une créature mythologique : un Cyclope. |        |                                |                                      |                               |                 |
| |        |                                |                                      |                               |                 |
| 43 | 3      | Les Terres Spectrales          | The Spectral Lands                   | Hanah Lee Cook                | Daniel Ife      |
| Les blessures de Ras mettent sa vie en danger, obligeant Arin à entreprendre un dangereux voyage à travers les Terres Spectrales pour récupérer un élixir de guérison. Au cours de sa quête, Arin rencontre Morro, l'ancien Maître Élémentaire du Vent, qui l'aide à traverser les Terres Spectrales en toute sécurité. Pendant ce temps, à Ninjago, Kai tente de ramener Jay en exploitant sa faiblesse. Au même moment, au Premier Royaume, les Cinq Bannis rencontrent la source de leurs pouvoirs : Croc-de-Tonnerre, le Dragon du Chaos, qui leur propose un marché.                                   |        |                                |                                      |                               |                 |
| |        |                                |                                      |                               |                 |
| 44 | 4      | L’Attaque du Zane-Express      | The Great Zane Robbery               | Eugene Son                    | Shane Poettcker |
| Alors que Lloyd, Sora, Frak et Riyu perdent de plus en plus espoir de retrouver Arin, le voyage de Zane le mène à un autre Monastère et à son amie Pixal, qu'il recherche depuis longtemps. Ensemble, ils continuent de chercher Jay et tombent sur Rapton et les Butineurs, à bord du train anciennement utilisé par Impérium. Cependant, les deux camps deviennent la cible de Nokt et des Draconiques, qui veulent à tout prix s'emparer de la Lame Prismatique cachée dans le train. |        |                                |                                      |                               |                 |
| |        |                                |                                      |                               |                 |
| 45 | 5      | Le Seul à Pouvoir les Sauver   | I Alone Can Save Them                | Kevin Burke Chris "Doc" Wyatt | Daniel Ife      |
| Alors que Nya, Kai et Braséra continuent de chercher les Lames Prismatiques, la Cité des Temples est attaquée par Kur et les Draconiques, qui décompose Roby, le Maître de Cérémonie. Riyu éloigne Lloyd, Sora et Frak loin d'Arin, les conduisant à une rencontre avec Zarkt et les Draconiques. Au milieu de la bataille, Pixal débarque et renverse le cours des événements en faveur des Ninjas. Finalement, Ras tient sa promesse et ramène Arin à ses parents. |        |                                |                                      |                               |                 |
| |        |                                |                                      |                               |                 |
| 46 | 6      | Des vœux désespérés            | Fallen Wishes                        | Liz Hara                      | Shane Poettcker |
| Tandis que les Ninjas continuent de chercher Arin et Jay, Rox et les Draconiques attaquent la Nouvelle Djinjago pour forcer Arrakore à réparer la Lame Prismatique brisée avec sa magie des souhaits. Sora, Riyu et Nya se joignent à la bataille pour protéger leur ami Djinn et arrêter Rox. Au même moment, un mystérieux chasseur de primes se charge de trouver et capturer Ras, qui veut inverser la Fusion avec Arin. |        |                                |                                      |                               |                 |
| |        |                                |                                      |                               |                 |
| 47 | 7      | La Demande de Sa Majesté       | Their Draconic Majesty's Request     | Eugene Son                    | Daniel Ife      |
| Ras et Arin sont attaqués par un chasseur de primes et se retrouvent séparés dans la Grande Forêt. Ras s'échappe tandis qu'Arin est secouru par les Dragons, qui ne se rendent pas compte que Ras est leur vieil ennemi. Ensemble, ils se rendent au Temple Cœurs de Dragon, où Ras défie l'Esprit du Temple. Pendant ce temps, les Ninjas se dirigent vers la dernière Lame Prismatique. Braséra, quant à elle, surmonte sa peur et soigne Roby. |        |                                |                                      |                               |                 |
| |        |                                |                                      |                               |                 |
| 48 | 8      | Des retrouvailles fracassantes | Crashing Together                    | Glen Lakin                    | Shane Poettcker |
| Dans la Grande Forêt, les Ninjas retrouvent Arin aux côtés de Ras. Le jeune Ninja doit faire un choix entre Ras et ses anciens amis. Ils sont pris au dépourvu par Drix et les Draconiques, qui déclenche une bataille pour les Lames Prismatiques. Dans le passé, quelque temps après la Fusion, Arin et Sora se rencontrent à la Jonction, marquant le début de leur amitié. |        |                                |                                      |                               |                 |
| |        |                                |                                      |                               |                 |
| 49 | 9      | Libérons le Chaos !            | Chaos Unchained                      | Kevin Burke Chris "Doc" Wyatt | Daniel Ife      |
| Dans la Grande Forêt, les Ninjas affrontent les Cinq Bannis mais finissent par perdre. Les Cinq Bannis se précipitent au Premier Royaume pour libérer Croc-de-Tonnerre, cependant les Ninjas arrivent avant eux en utilisant un Portail de Téléportation. Malgré l'effet de surprise, les Ninjas ne parviennent pas à récupérer les Lames Prismatiques et échouent à nouveau. Finalement, les Cinq Bannis libèrent le Dragon du Chaos et lui réclament leurs nouveaux pouvoirs. Contre toute attente, Croc-de-Tonnerre les trahit en les privant de leurs pouvoirs.                                         |        |                                |                                      |                               |                 |
| |        |                                |                                      |                               |                 |
| 50 | 10     | Le Dragon Destructeur          | The Shatter Dragon                   | Kevin Burke Chris "Doc" Wyatt | Shane Poettcker |
| Au Premier Royaume, les Ninjas se battent contre Croc-de-Tonnerre qui déchaîne les Vents du Chaos. Alors que Braséra arrive pour soutenir ses amis, le Dragon du Chaos vole l'âme de Lloyd. Arin finit par réaliser que l'espoir est plus important que la colère et triomphe de Croc-de-Tonnerre grâce à un élixir provenant du Puits des Disparus. Arin, rejoint par Sora, repart aux côtés de Ras, qui promet de ressusciter ses parents. Nya emmène Jay, blessé, au Monastère, où une grande fête est organisée pour célébrer la défaite du Dragon du Chaos.                                            |        |                                |                                      |                               |                 |
| |        |                                |                                      |                               |                 |
| 51 | 11     | [à annoncer]                   | The Hollow Ones                      | [à annoncer]                  | [à annoncer]    |
| [l'épisode sera diffusé en automne 2025] Ras entraîne Arin et Sora dans un chaos inattendu au Royaume de Mysterium, tandis que les Ninja recrutent Jay pour une mission spéciale. |        |                                |                                      |                               |                 |
| |        |                                |                                      |                               |                 |
| 52 | 12     | [à annoncer]                   | Human Resources                      | [à annoncer]                  | [à annoncer]    |
| [l'épisode sera diffusé en automne 2025] Alors que Mysterium est attaqué, Ras, Arin et Sora comptent sur l'aide de la Sorcière Gandalaria, alors que Jay conduit les Ninjas à l'Administration sur leur chemin vers le Royaume de Lee. |        |                                |                                      |                               |                 |
| |        |                                |                                      |                               |                 |
| 53 | 13     | [à annoncer]                   | Between You and Lee                  | [à annoncer]                  | [à annoncer]    |
| [l'épisode sera diffusé en automne 2025] Lloyd, Jay, Nya et Braséra s'aventurent dans l'étrange Royaume de Lee, tandis que l'entraînement de Riyu sous le regard de Rontu commence mal. |        |                                |                                      |                               |                 |
| |        |                                |                                      |                               |                 |
| 54 | 14     | [à annoncer]                   | Casket of Bones                      | [à annoncer]                  | [à annoncer]    |
| [l'épisode sera diffusé en automne 2025] Le Royaume Souterrain met à l'épreuve l'engagement d'Arin et Sora envers Ras. Au même moment, Nya et Jay travaillent ensemble pour révéler le secret de Lee. |        |                                |                                      |                               |                 |
| |        |                                |                                      |                               |                 |
| 55 | 15     | [à annoncer]                   | The Screaming Earth                  | [à annoncer]                  | [à annoncer]    |
| [l'épisode sera diffusé en automne 2025] Cole, Frak et Kai font une découverte choquante aux alentours de la Terre des Egarés, tandis que les Ninjas se réunissent pour libérer le Royaume de Lee. |        |                                |                                      |                               |                 |
| |        |                                |                                      |                               |                 |
| 56 | 16     | [à annoncer]                   | Under the Light of a Mechanical Moon | [à annoncer]                  | [à annoncer]    |
| [l'épisode sera diffusé en automne 2025] Les Ninja s'échappent du Royaume de Lee et se dirigent vers la source de la menace. Pendant ce temps, Ras planifie son prochain coup. |        |                                |                                      |                               |                 |
| |        |                                |                                      |                               |                 |
| 57 | 17     | [à annoncer]                   | The Vault of Focus                   | [à annoncer]                  | [à annoncer]    |
| [l'épisode sera diffusé en automne 2025] Dans la Cité des Temples, les Ninjas suivent les conseils d'une source improbable, tandis que Cole, Kai et Frak combattent les Êtres Creux dans Imperium. |        |                                |                                      |                               |                 |
| |        |                                |                                      |                               |                 |
| 58 | 18     | [à annoncer]                   | For Whom the Bell Tolls              | [à annoncer]                  | [à annoncer]    |
| [l'épisode sera diffusé en automne 2025] Les Ninjas se séparent et partent à travers les Royaumes Fusionnés pour réveiller le Dragon Arc de la Concentration mais font face à des interruptions inattendues et agaçantes. |        |                                |                                      |                               |                 |
| |        |                                |                                      |                               |                 |
| 59 | 19     | [à annoncer]                   | When Doves Cry                       | [à annoncer]                  | [à annoncer]    |
| [l'épisode sera diffusé en automne 2025] Les Ninjas atteignent les Grottes des Cloches tandis que Lloyd et Arin se frayent un chemin à travers les Terres Spectrales pour invoquer le Dragon Arc de la Concentration. |        |                                |                                      |                               |                 |
| |        |                                |                                      |                               |                 |
| 60 | 20     | [à annoncer]                   | Chaos Reigns                         | [à annoncer]                  | [à annoncer]    |
| [l'épisode sera diffusé en automne 2025] Croc-de-Tonnerre finit de rassembler ses pouvoirs dans les Terres Spectrales. Seuls les Ninjas peuvent l'arrêter, mais à quel prix ? |        |                                |                                      |                               |                 |
| |        |                                |                                      |                               |                 |

## Personnages et distribution

### Personnages protagonistes
- Arin (doublé par Corentin Burki) : déçu par les mensonges de sa meilleure amie Sora et les fausses promesses de son mentor Lloyd, Arin s'est tourné du côté de Ras, bien déterminé à retrouver ses parents.

- Sora (doublée par Marie Braam) : à la base peu enchantée à l'idée de devenir un Ninja, la jeune fugitive est devenue la Maîtresse Élémentaire de la Technologie et a été proclamée Championne des Sources il y a peu. Beaucoup de choses ont changé pour Sora depuis la Fusion, désormais beaucoup plus optimiste, mais la perte de son meilleur ami Arin va beaucoup l'impacter.

- Lloyd (doublé par Thibault Delmotte) : le légendaire Ninja Vert, maitre élémentaire de l'énergie, vient de perdre la confiance d'Arin, l'un de ses élèves, et continue malgré cela à faire des fausses promesses. Son rôle de Maître est mis à rude épreuve. En plus, Lloyd reçoit des visions de la grande menace que représentent les Cinq Bannis.

- Riyu (doublé par Brian Drummond)

### Personnages antagonistes

#### Cinq Bannis
Fondateurs du Clan des Loups, les Cinq Bannis sont un groupe de Maîtres Élémentaires corrompus ayant créé le Spin Destructeur, une forme sombre et destructrice du Spinjitzu. Des siècles plus tôt, grâce à cette technique, ils ont conquis les Terres de Lave, avant d'être bannis dans les Tréfonds par les légendaires Maîtres Dragons, Egalt et Rontu. Désormais tous libérés, ils se mettent en quête des cinq Lames Prismatiques pour libérer Croc-de-Tonnerre, dans le but de conquérir les Royaumes Fusionnés.
- Nokt (doublé par Gilles Poncelet): le Maître Élémentaire de la Force Brute. Cet homme-loup est le grand frère de Rox. Depuis sa libération sous le contrôle de Ras, Nokt souhaite se venger de ce dernier. Obsédé par la force, il n'apprécie pas Drix.

- Rox  (doublé par Frédérique Massinon): la Maîtresse Élémentaire de la Peur. Cette femme-renarde est la petite sœur de Nokt. Rox possède une grande maîtrise de la magie theroxienne et est celle qui a forgé les Masques de Loup. À la tête du groupe, elle n'hésite pas à remettre en place les membres qui échouent aux missions qui leur sont confiées.

- Zarkt  (doublé par ): le Maître Élémentaire du Malheur. Enchaîné sous sa tunique et le visage dissimulé sous son chapeau, son espèce d'appartenance est encore inconnue.

- Drix  (doublé par ): le Maître Élémentaire des Essaims. Cet insecte humanoïde peut contrôler les essaims et se transformer en une nuée d'insecte pour se déplacer.

- Kur (doublé par Muriel Vansbersy): la Maîtresse Élémentaire de la Décomposition. Ce chacal a vu son corps se décomposer au fil du temps, en raison de ses sombres pouvoirs.

#### Draconiques
Les Draconiques sont un peuple originaire du Premier Royaume. Ils vivent au Village de la Tempête, situé au-dessus de la montagne dans laquelle est emprisonné Croc-de-Tonnerre. Ils sont corrompus par les âmes emprisonnées de Croc-de-Tonnerre pour aider les Cinq à trouver les Lames Prismatiques.
- Tyr : le Général des Draconiques.

#### Croc-de-Tonnerre
Le Dragon du Chaos, éternel rival du Dragon Arc de la Concentration. Au Premier Royaume, après ses exploits pendant la guerre des Dragons contre les Onis, il demanda le rang de Dragon Source. Jugé indigne par le Conseil des Sources, il attaqua la Cité des Temples. En réponse, il fut emprisonné sous une montagne par le Dragon Arc de la Concentration. Enchaîné, il rêve d'être libéré afin de répandre une tempête dévastatrice sur les Royaumes Fusionnés et prendre sa revanche sur les Dragons Source. 

#### Rogue
Le Maître Élémentaire de la Foudre et ancien membre de l'équipe des Ninjas, Jay a perdu sa mémoire depuis la Fusion. Abandonné par Ras à cause de sa défaite contre Nya au Grand Tournoi des Sources, il erre à travers les Royaumes Fusionnés en tant que chasseur de primes sous une nouvelle identité : Rogue.

## Musique
La séquence introductive utilise une version remixée du thème musical de la série We Rise, à la manière des premières saisons de Ninjago : Les Maîtres du Spinjitzu qui utilisaient une version du thème The Weekend Whip adaptée au thème de chaque saison. Les bandes-son sont toujours composées par Adam Dib, Michael Kramer et Jay Vincent.

## Promotion
Le 27 juillet 2024, lors de la San Diego Comic-Con 2024, les membres de l'équipe présents sur place annoncent que la saison 3 est confirmée pour 2025. 
Le 31 janvier 2025, un court teaser est publié sur YouTube, intitulé « NEW Season 3 Teaser Alert! 🚨👀 | CHAOS is on the Rise! 💥 | LEGO Ninjago®: Dragons Rising ». Ce teaser n'inclut aucun dialogue mais présente les tout premiers visuels de la saison 3. Au même moment, le poster officiel ainsi que la date de diffusion de la partie 1 sont révélés : les dix premiers épisodes de la saison 3 sortiront le 17 avril. 
Le 13 février, le premier extrait officiel de la saison 3 est publié, intitulé « BRAND NEW Season 3 | 🐉 Legendary Dragon War 🐉 | LEGO NINJAGO®: Dragons Rising ». Cet extrait est un flashback expliquant les origines de Croc-de-Tonnerre, le légendaire Dragon du Chaos. Au premier Royaume, pendant la guerre opposant les Dragons et leurs ennemis mortels, les Onis, Croc-de-Tonnerre se fit refuser le rang de Dragon Source. En réponse, il attaqua la Cité des Temples, avant d'être vaincu et enfermé sous terre par le Dragon Arc de la Concentration.  
Le 24 février, un teaser est publié sur le compte Instagram d'Okoo, annonçant que la saison 3 sortira bientôt. Aussi, ce teaser est également diffusé sur France 4 à partir de ce moment. Le court extrait présente quelques images exclusives et révèle la voix française de Croc-de-Tonnerre.  Le teaser atteint le million de vues en 26 jours, un temps record.  
Le 25 février, le site qui était dédié aux comptes à rebours des saisons de Ninjago : Le Soulèvement des Dragons est supprimé, désormais incorporé dans le site Ninjago.com. Ce site regroupe toutes les informations relatives à l'univers Ninjago : nouveaux sets, teasing et compte à rebours des nouvelles saisons, vidéos ludiques, vidéos de créateurs de contenu... Sur le site, un nouveau poster est révélé, centré autour d'Arin, Sora, Lloyd et les Cinq Bannis.  
Le 28 février, un story trailer est publié, intitulé « 🚨NEW Season 3 Story Trailer 👀 | The Big Search! | LEGO NINJAGO®: Dragons Rising ». Cette bande-annonce sert principalement de résumé des événements passés, et est majoritairement composé d'extraits déjà vus de la saison 2. Cependant, certaines images inédites de la saison 3 ainsi que la voix anglaise de Croc-de-Tonnerre sont dévoilées.  
Le 6 mars, un deuxième story trailer est publié, intitulé « 🚨NEW Season 3 Story Trailer! 👀 | The Forbidden Five Are Back!💥 | LEGO NINJAGO®: Dragons Rising ». Cette bande-annonce est centrée autour des Cinq Bannis et présente des extraits déjà vus de la saison 2, ainsi que des images inédites de la saison 3. On y voit Kur, la Maîtresse Élémentaire de la Décomposition, en action pour la première fois contre Roby, le Maître de Cérémonie du Tournoi des Sources.  
Le 9 mars, un deuxième extrait d'épisode est publié, intitulé « BRAND NEW Season 3 | The Forbidden Five Make a Deal... 🐉👀 | LEGO NINJAGO®: Dragons Rising ». Cette extrait présente la rencontre entre les Cinq Bannis et Croc-de-Tonnerre, la source de leurs Pouvoirs Élémentaires. Ils se mettent d'accord sur un marché : les Cinq libérerons le Dragon du Chaos à l'aide des Lames Prismatiques en échange de pouvoir supplémentaire pour pouvoir riposter face à la Technique du Dragon Rebelle.    
Le 18 mars, le communiqué de presse de France TV ainsi qu'un post Instagram d'Okoo dévoilent la date de sortie des 10 premiers épisodes de la saison 3. Les 2 premiers épisodes sortiront le 11 avril 2025, suivis des épisodes 3, 4 et 5 le 17 avril pour finir avec les épisodes 6 à 10 le 24 avril. Aussi, l'article est accompagné de 3 images inédites : Arin, Sora, Kruncha et Nuckal dans le Royaume Souterrain, les Ninjas et Rogue au Monastère, et Arin et Ras poursuivis par un Dragon dans le Bois du Sud.    
Le 21 mars, la bande-annonce officielle de la saison est publiée, intitulée « ⚡NEW ⚡Season 3 Official Trailer | LEGO Ninjago®: Dragons Rising ». Plus tard dans la journée, la bande-annonce est également publiée dans une vingtaine de doublages différents. Elle dévoile synopsis de la saison ainsi que des images et dialogues inédits.    
Le 10 avril, une avant-première de l'épisode 1 est programmée sur YouTube pour le 17 avril, intitulée « The Missing 👀 | Season 3, Episode 1 | Full Episode | LEGO Ninjago®: Dragons Rising » accompagnée d'une mini bande-annonce de l'épisode,. Plus tard dans la journée, la mini bande-annonce est aussi publiée dans plusieurs doublages différents. Cette dernière est une version raccourcie de la bande-annonce principale.     
Le 11 avril, les deux premiers épisodes de la saison sortent sur les plateformes de streaming Okoo et France TV, en avant-première mondiale.   
Le 17 avril, les épisodes 3,4,5 de la saison sortent sur les plateformes de streaming Okoo et France TV, en avant-première mondiale. 

## Produits dérivés
Pour la saison 3, LEGO a produit 21 sets, 3 gimmicks et 2 polybags répartis en 3 vagues sorties séparément.

### Vague de janvier 2025
La première vague de la saison 3 comporte 8 sets, 3 gimmicks et 1 polybag. Révélés officiellement le 1er décembre 2024, ces ensembles sont mis en vente le 1er janvier.
|       | No                             | Non original (en anglais) | Pièces |
| ----- | ------------------------------ | ------------------------- | ------ |
| 30699 | 'Ninja Mini Combiner Mech      | 80                        |        |
| 71823 | Kai's Dragon Spinjitzu         | 54                        |        |
| 71824 | Sora's Dragon Spinjitzu        | 56                        |        |
| 71826 | Dragon Spinjitzu Battle Pack   | 186                       |        |
| 71827 | Zane's Battle Suit Mech        | 92                        |        |
| 71828 | Lloyd's Pull-Back Race Car     | 181                       |        |
| 71829 | Lloyd's Forest Dragon          | 128                       |        |
| 71830 | Kai's Storm Rider Mech         | 333                       |        |
| 71831 | Ninja Spinjitzu Temple 4+      | 158                       |        |
| 71833 | Ras and Arin's Super Storm Jet | 510                       |        |
| 71834 | Zane's Ultra Combiner Mech     | 1187                      |        |
| 71841 | Dragonian Storm Village        | 305                       |        |

### Vague de mars 2025
La deuxième vague de la saison 3 comporte 3 sets. Les sets 71832 et 71836 sont révélés officiellement le 2 janvier 2025 suite à des fuites, tandis que le set 71837 est révélé le 1er février. Ces ensembles seront mis en vente le 1er mars.
|       | No                          | Non original (en anglais) | Pièces |
| ----- | --------------------------- | ------------------------- | ------ |
| 30699 | Thunderfang Dragon of Chaos | 668                       |        |
| 71823 | Arc Dragon of Focus         | 869                       |        |
| 71824 | Ninjago City Workshops      | 3244                      |        |

### Vague de juin 2025
La troisième vague de la saison 3 comportera 10 sets qui seront officiellement révélés le 1er mai 2025 puis mis en vente le 1er juin en Europe et le 1er août en Amérique du Nord.
|       | No                     | Non original (en français) | Pièces |
| 71848 | Le temple Bounty       | 2387                       |        |
| 71845 | L’avion-robot de Lloyd | 1112                       |        |
|       |                        |                            |        |
|       |                        |                            |        |